# Ferulago galbanifera
Ferulago galbanifera är en flockblommig växtart som först beskrevs av Philip Miller, och fick sitt nu gällande namn av Wilhelm Daniel Joseph Koch. Ferulago galbanifera ingår i släktet Ferulago och familjen flockblommiga växter. Inga underarter finns listade i Catalogue of Life.